# Royaume de Pologne (1138-1320)
Pour les articles homonymes, voir Royaume de Pologne.
1138–1320
Entités précédentes :
- Royaume de Pologne

Entités suivantes :
- Royaume de Pologne

Le royaume de Pologne de 1138 à la mort de Boleslas III le Bouche-Torse à 1320, date du couronnement de Ladislas Ier, subit une période de « démembrement territorial » (rozbicie dzielnicowe en polonais) sous le règne de la dynastie Piast.

## Histoire
À la mort du duc Boleslas III, le pouvoir monarchique en Pologne, fondé vers l'an 960 par Mieszko Ier, décline dans un contexte de particularisme. Afin d'éviter des guerres fratricides, Boleslas prévoit dans son testament le partage du Royaume en quatre duchés, confiés à ses fils. L'autorité suprême est censée revenir à l'aîné, qui porte le titre de princeps ou senior et siège à Cracovie:

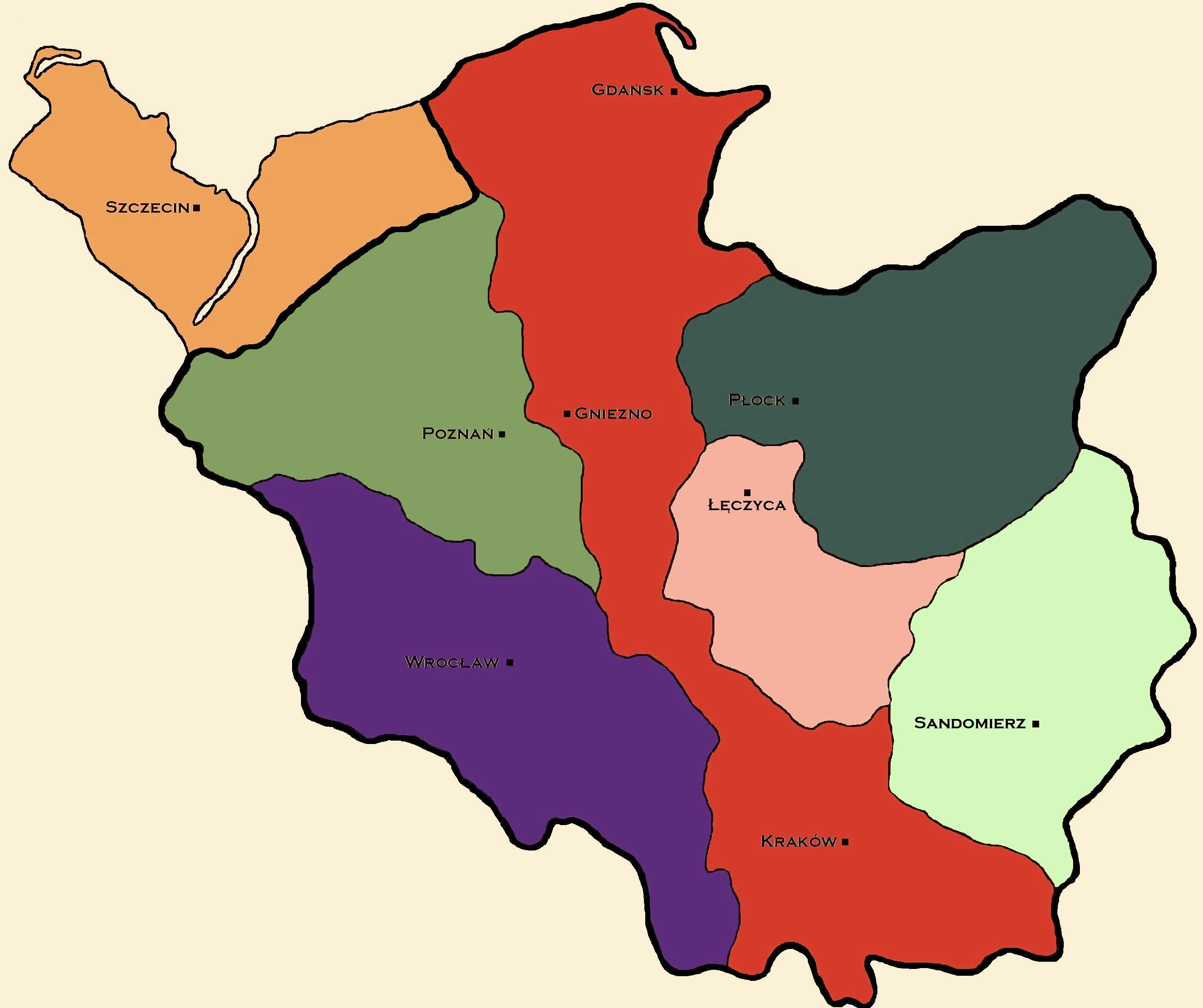
Les duchés polonais en 1138
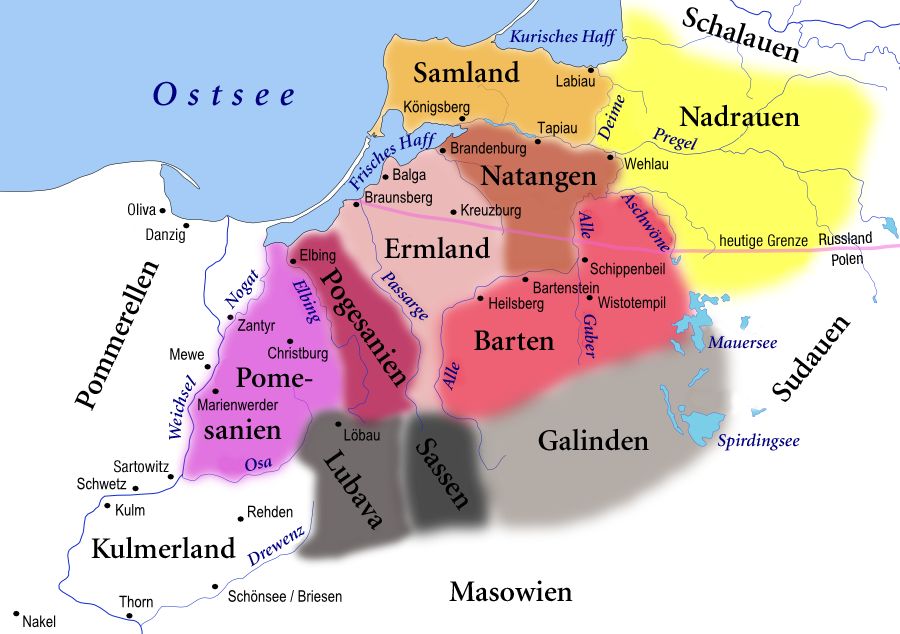
Prusse, 1226
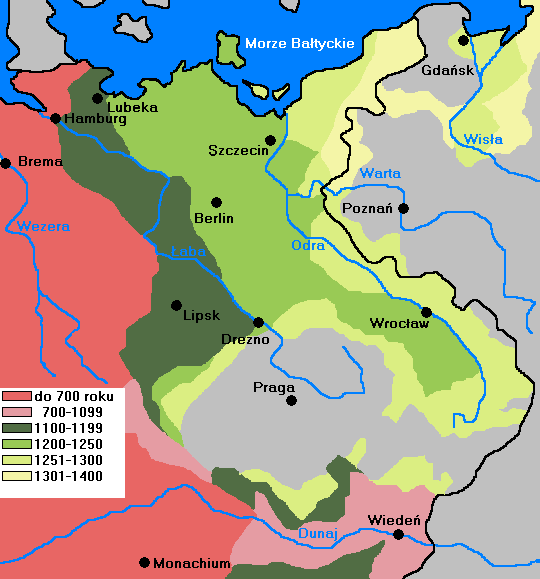
Implantation germanique

- Ladislas II dit le Banni, fils aîné de Boleslas III. Duc de Silèsie et duc de Pologne de 1138 à 1146
- Boleslas IV dit le Frisé, fils de Boleslas III. Duc de Mazovie à partir de 1138 et duc de Pologne de 1146 à 1173
- Mieszko III dit le Vieux, fils de Boleslas III. Duc de Grande-Pologne à partir de 1138, (avec une période d’interruption) et duc de Pologne de 1173 à 1177, en 1190 et 1191 et de 1198 à 1202
- Casimir II dit le Juste, fils cadet de Boleslas III. Duc de Wiślica (de 1166 à 1173), duc de Cracovie et duc de Sandomierz à partir de 1177, duc de Mazovie et de Cujavie à partir de 1186.

La situation ne tarde pas à dégénérer et la succession au trône est disputée entre les descendants de Boleslas III pendant près de deux siècles, affaiblissant considérablement le pays. Après avoir destitué son frère Miesko III en 1177, Casimir II et la branche cadette s'imposaient à Cracovie. Néanmoins, en 1180, les ducs polonais mirent fin au séniorat. L'unité n'était pas atteinte.
- Dynastie Piast :
  - Lech Ier dit le Blanc, fils de Casimir II le Juste. Duc de Cracovie (1194-1198, 1202-1210, et à partir de 1211), duc de Sandomierz (1194-1227), duc de Mazovie (1194-1200) et duc de Cujavie (1199-1200)
  - Ladislas III dit aux jambes grêles, fils cadet de Mieszko III. Duc de Cracovie en 1202, 1228 et 1229
  - Mieszko IV dit Jambes mêlées, second fils de Ladislas II. Duc de Cracovie en 1210 et 1211
  - Conrad Ier, fils de Casimir II. Duc de Mazovie et de Cujavie en 1202, duc de Cracovie de 1229 à 1232 et de 1241 à 1243
  - Henri Ier dit le Barbu, fils de Boleslas Ier. Duc de Wrocław en 1201 et duc de Cracovie en 1232
  - Henri II fils d’Henri Ier le Barbu, duc de Cracovie, de Silésie et de Grande-Pologne en 1238.
  - Boleslas V dit le Pudique fils de Lech Ier le Blanc. Duc de Sandomierz en 1227 et duc de Cracovie en 1243.
  - Lech II dit le Noir fils aîné de Casimir Ier de Cujavie. Duc de Sieradz à partir de 1261, duc de Łęczyca à partir de 1267, duc d’Inowrocław de 1273 à 1278, duc de Cracovie et duc de Sandomierz à partir de 1279
  - Henri IV dit le Juste fils d’Henri III. Duc de Wrocław (Henri IV) de 1270 à 1290 et duc de Cracovie de 1288 à 1290
  - Przemysł II, fils de Przemysl Ier de Grande Pologne, duc de Poznań de 1273 à 1296, duc de Grande-Pologne (Przemysl II) de 1279 à 1296, duc de Cracovie de 1290 à 1291, duc de Poméranie de 1294 à 1296 et roi de Pologne de 1295 à 1296
- Dynastie Přemyslide
  - Venceslas Ier fils d’Ottokar II de Bohême et de Cunégonde de Tchernihiv. Roi de Bohême (Venceslas II) de 1278 à 1305, duc de Cracovie de 1291 à 1305) et roi de Pologne de 1300 à 1305
  - Venceslas II fils du roi Venceslas Ier, roi de Hongrie de 1301 à 1305, roi de Bohême (Venceslas III) de 1305 à 1306 et roi de Pologne de 1305 à 1306.

## Économie et société
La féodalité s’épanouit en Pologne aux XIIe et XIIIe siècles. Les ducs tissent avec leurs hommes toute une trame d’hommages prévoyant obligations militaires et fiscales et qui aboutissent à une pyramide de devoirs reliant le souverain au plus modeste des chevaliers. L’ordre social est fondé sur la terre, source de richesse et de puissance. Le développement de la population et le progrès technique (remplacement de l’araire par la charrue à roue, assolement triennal) permettent la constitution de grands domaines cultivés par des paysans soumis à des contraintes collectives (corvées) ou obligés de payer une rente (cens). C’est le cas dans les zones de colonisation intérieures de Silésie, de Petite-Pologne, puis de Grande-Pologne, où les grands concentrent entre leurs mains de vastes territoires concédés par les ducs et où l’Église reçoit de grands domaines. Les grands domaines sont exploités par des paysans (serfs) descendants d’anciens esclaves ou réputés tels, soumis à la corvée, tandis que les plus petites exploitations, tenues par les chevaliers, sont mises en valeur par des paysans censitaires.
Au XIIIe siècle, le développement des villes est accéléré par l’arrivée de marchands allemands : Cracovie, Wrocław, Poznań, Gdańsk, etc. Ils apportent les droits de Magdebourg, et constituent un patriciat, tandis que les Polonais détiennent l’artisanat et les services. Ces cités obtiennent le privilège d’élire un maire et bénéficient d’exemptions fiscales et militaires. Un grand commerce se développe le long de la Vistule par laquelle les marchandises hongroises (vin, cuivre) transitent jusqu’à Gdańsk, qui exporte à son tour du blé polonais. Le plan des cités se trouve modifié. Le castrum et le suburbium s’effacent au profit de la place du marché bordée par l’hôtel de ville.

## Culture
Les ordres religieux se développent au XIIe siècle. La réforme cistercienne pénètre les monastères et les abbayes, établissant des liens durables avec l’abbaye mère de Bourgogne.
L’usage de l’écriture se généralise. Les chartes rédigées en latin, abondantes, fondent le droit écrit. Les premiers textes en polonais datent du XIIe siècle. Il s’agit de poésie ou de prose ecclésiastique.